# معتمدية الحمامات
معتمدية الحمامات إحدى معتمديات الجمهورية التونسية، تابعة لولاية نابل.

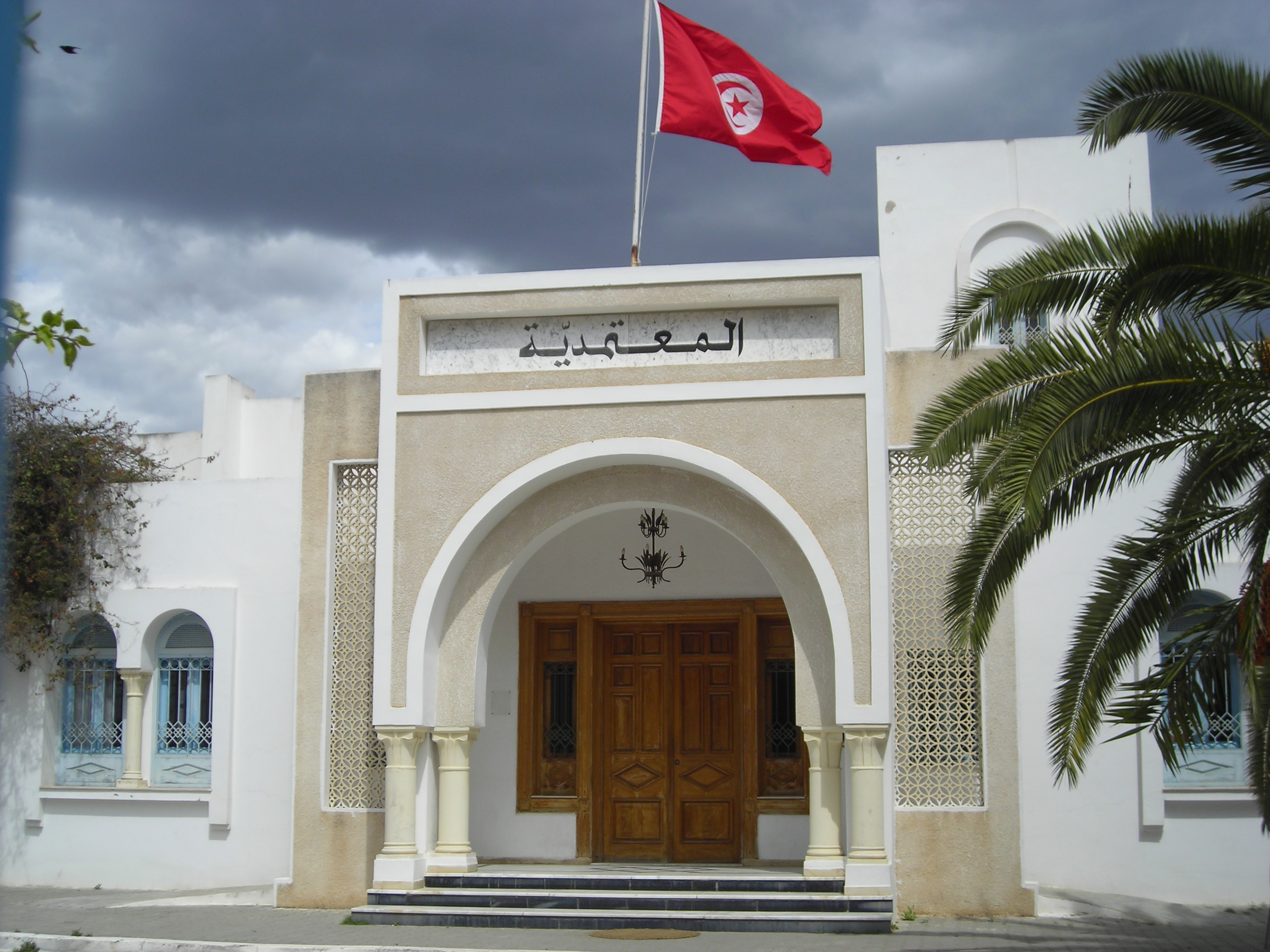
مقر معتمدية الحمامات

### مواضيع ذات علاقة
- ولاية نابل.